# Bornholm i den kolde krig
Bornholm var nok det sted i Danmark, som fik den kolde krig tættest ind på livet. Øen blev besat af Sovjetunionen i maj 1945, og de sovjetiske betingelser for at opgive besættelsen og forlade Bornholm i april 1946 hvilede som en skygge over øen helt frem til november 2000, hvor britiske soldater deltog i en øvelse som de første udenlandske soldater på Bornholm siden 1946.
De sovjetiske betingelser i udenrigsminister Molotovs note til den danske regering den 5. marts 1946 lød: ”Hvis Danmark nu er i stand til med sine egne tropper at besætte øen Bornholm og på Bornholm oprette sin egen administration uden nogen som helst deltagelse af fremmede tropper og fremmede administratorer, vil den sovjetiske regering tilbagekalde sine tropper fra Bornholm og overgive øen til den danske stat.”
Den danske regering svarede bekræftende på den sovjetiske note. Spørgsmålet var, om regeringen dermed havde indgået en aftale med Sovjetunionen om kun at tillade danske styrker på Bornholm. Det mente Sovjetunionen, og i praksis administrerede den danske regering under det meste af den kolde krig som om der var indgået en sådan aftale eller forpligtelse. F.eks. fik skibe fra andre NATO-lande normalt ikke tilladelse til at benytte de bornholmske havne under NATOs øvelser i Østersøen.
Den danske ikke-provokationspolitik overfor Sovjetunionen var dog ikke uden undtagelser. F.eks. fik en britisk efterretningsenhed, der i 1950’erne gennemførte hemmelige operationer i Østersø-området under dække af at udføre fiskeriinspektion, tilladelse af det danske forsvar til at benytte de bornholmske havne. Flyvevåbnets og Søværnets radarstation i Almindingen og Forsvarets Efterretningstjenestes lyttestation på Dueodde var desuden blandt Danmarks vigtigste bidrag til NATO. Disse radar- og lyttestationer rakte langt ind i Østeuropa og transmitterede løbende værdifulde varslinger og efterretninger til det danske forsvar og resten af NATO.
Bornholms Værn blev genoprettet efter krigen i 1946 og fik hovedkvarter på Almegårds Kaserne ved Rønne som et regiment bestående af alle værn og våbentyper. En del af Søværnets og Flyvevåbnets personel holdt til på Segen Kaserne ved radarstationen i Almindingen. Desuden var Hjemmeværnet meget aktive på Bornholm for sammen med Bornholms Værn og mulige forstærkninger fra Sjælland at opretholde et lokalt kupforsvar på et højt beredskab for at forebygge en ny besættelse af øen.
Bornholm var også målet for en del flygtninge især fra Polen. Bornholms Museum har registreret 65 vellykkede flugter med i alt 202 personer over Østersøen under den kolde krig, bl.a. tre polske piloter som flygtede til Bornholm i deres MiG-15 jagerfly i 1950'erne.